# Quebra-cabeça de arame

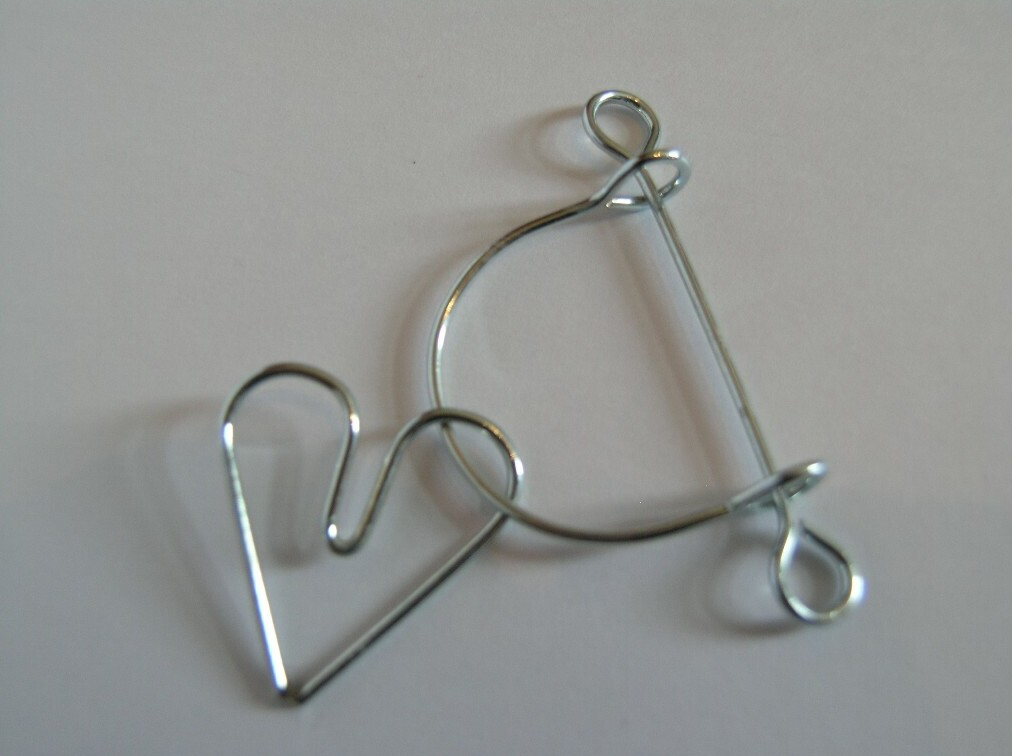
Um quebra-cabeça de arame

Nos quebra-cabeças de arame há duas ou mais peças feitas de arame, formando um conjunto de peças entrelaçadas. O objetivo é separar uma peça do conjunto sem deformar ou partir nenhuma peça. Uma vez separada a peça, colocá-la de volta também pode ser um bom desafio.
Uma análise formal de quebra-cabeças desse tipo deve levar em conta a topologia e a geometria.
Ele demorou 15 horas para ser entendido por uma criança normal , já , levou 15 minutos para ser entendido por uma criança especial.(Síndrome de down).